# Embassament de Benitandús
L'Embassament de Benitandús o d'Onda es troba en el terme municipal de l'Alcúdia de Veo, a la comarca de la Plana Baixa en el País Valencià, molt a prop dels pobles de Tales i Benitandús.
Es tracta d'un petit embassament construït a 306 msnm d'altitud, amb 1 hm³ de capacitat i una superfície de 0,1 ha. La pressa té una alçada de 28 m i la seva longitud de coronació és de 119 metres. La sortida d'aigua es fa a través de 2 comportes amb una capacitat de 95 m³/s. La finalitat principal de l'embassament és el reg dels camps de regadiu de la localitat d'Onda.
L'embassament es troba dins del paratge natural protegit de la Serra d'Espadà i pertany a la Confederació Hidrogràfica del Xúquer